# Kościół św. Jana Chrzciciela w Biskupicach
Kościół św. Jana Chrzciciela – zabytkowa drewniana rzymskokatolicka świątynia, mieszcząca się we wsi Biskupice w powiecie kluczborskim, należąca do parafii św. Jana Chrzciciela w Biskupicach w dekanacie Wołczyn, diecezji kaliskiej.

## Historia
Pierwszy kościół w Biskupicach wybudowano około 1567 roku, a w 1588 roku uległ zniszczeniu. Obecny wybudowano w 1626 roku jako świątynię ewangelicką. Głównym konstruktorem był cieśla Hans Hase. W 1776 roku dobudowana została wieża. W 1784 roku wykonano chór muzyczny i emporę nad kruchtą.
W rękach ewangelików kościół pozostawał do końca II wojny światowej. W 1945 roku przejęty został przez katolików.
Kościół odnawiany był w latach 30. XX wieku, odrestaurowano nawę i prezbiterium, wzmocniono stropy, ściany oraz więźbę. Kolejny remont przeprowadzono w 1985 roku. Ściany zostały wówczas pokryte boazerią, zasłaniając drewniane belki i resztki polichromii a także usunięto z prezbiterium kamienną płytę nagrobną.

## Architektura i wnętrze
Jest to obiekt orientowany o konstrukcji zrębowej ze szkieletową wieżą, pokrytą dachem namiotowym. Prezbiterium jest zamknięte ścianą prostą, obok znajduje się zakrystia (w niej fragmenty polichromii ze sceną Ukrzyżowania z przełomu XVII i XVIII wieku) z lożą kolatorską na piętrze. Schody do loży są zadaszone i częściowo oszalowane. Nawa jest szersza od prezbiterium, prostokątna. Przy niej wzniesiono kruchtę konstrukcji szkieletowo-słupowej z kolejną lożą na piętrze. Strop w nawie jest płaski. Dachy nad nawą i prezbiterium są siodłowe, kryte gontem (dach nad nawą ma wydatny okap). 
W tęczy umieszczono krucyfiks z XVII wieku, natomiast na belce widoczny jest napis upamiętniający budowę. Chór posiada wysuniętą środkową część (widoczne są ślady dekoracji malarskiej z około 1700 roku z motywami ludowymi) oraz empory, które wsparte są na 4 słupach z głowicami. Nad emporami na ścianach znajdują się resztki podpisów Jakuba Kostiana oraz Adama Gde...(pozostała część nazwiska nie jest widoczna).
Ołtarz główny wykonany jest w stylu późnobarokowym z posągami Boga Ojca, Mojżesza, św. Jana Chrzciciela, dwoma aniołami i kartuszami herbowymi. Ambona wykonana jest w stylu późnorenesansowym. Wśród zabytkowego wyposażenia znajdują się:
- ławy,
- drewniana skarbonka z 1784 roku,
- skrzydła tryptyku,
- metalowe i drewniane epitafia chłopskie (w tym dwa z polskimi napisami – Gottlieba Dalibora i G. Bannascha)[4].

## Organy
Organy zostały wybudowane prawdopodobnie w 1738 roku.  Remonty przeprowadzali: w 1805 r. Maieski (prawdopodobnie Franciszek Majewski z Rychtala), w maju 1844 r. Daniel Meister z Pokoju.
Dyspozycja instrumentu:
| Manuał                 | Pedał                |
| ---------------------- | -------------------- |
| 1. Flet 4'             | 1. Subbass 16'       |
| 2. Quintatön 8'        | 2. Octav-Bass 4'     |
| 3. Quinta 1 1/2'       | 3. Principal-Bass 8' |
| 4. Quinte u. Octave 2' | 4. Bass 16'          |
| 5. Sedecima 1'         |                      |
| 6. Principal 8'        |                      |
| 7. Flet major 8'       |                      |
| 8. Superoctava 2'      |                      |
| 9. Gemshorn 4'         |                      |
| 10. Mixtur [3 fach]    |                      |